# Малаховские Выселки
Малаховские Выселки — деревня в Ливенском районе Орловской области России.
Входит в состав Островского сельского поселения.

## География
Расположена вдоль автомагистрали 54К-12 северо-западнее деревни Малахово, с которой соединена просёлочной дорогой. Севернее по 54К-12 находится деревня Пешково-Гремяченские Выселки.

## Население
| 2010 |
| ---- |
| 9    |